# ريد سكيلتون
ريد سكيلتون (بالإنجليزية: Red Skelton) (و. 1913 – 1997 م) هو ممثل هزلي، وملحن، ورسام، ولاعب سيرك ‏، ومغني، وممثل تلفزي، ومقدم برامج إذاعية، وممثل أفلام أمريكي، ولد في فانسن، كان عضوًا في الحزب الجمهوري، توفي في رانتشو ميراج، ريفيرسيدي، كاليفورنيا، عن عمر يناهز 84 عاماً، بسبب ذات الرئة.

## جوائز
حصل على جوائز منها:
- جائزة الإيمي برايم تايم
- جائزة إنجاز الحياة لنقابة ممثلي الشاشة  [لغات أخرى]‏.

## وصلات خارجية
- ريد سكيلتون على موقع IMDb (الإنجليزية)
- ريد سكيلتون على موقع الموسوعة البريطانية (الإنجليزية)
- ريد سكيلتون على موقع مونزينجر (الألمانية)
- ريد سكيلتون على موقع ألو سيني (الفرنسية)
- ريد سكيلتون على موقع ميوزك برينز (الإنجليزية)
- ريد سكيلتون على موقع تيرنر كلاسيك موفيز (الإنجليزية)
- ريد سكيلتون على موقع أول موفي (الإنجليزية)
- ريد سكيلتون على موقع قاعدة بيانات الأفلام السويدية (السويدية)
- ريد سكيلتون على موقع إن إن دي بي (الإنجليزية)
- ريد سكيلتون على موقع أول ميوزيك (الإنجليزية)